# FK 마케도니야 조르체페트로프
FK 마케도니야 조르체페트로프(마케도니아어: ФК Македонија Ѓорче Петров, FK Makedonija Gjorče Petrov)는 스코페를 구성하는 지방 자치체 가운데 하나인 조르체페트로프시를 연고로 하는 북마케도니아의 축구 클럽이다. 현재는 북마케도니아 2부 리그에 참가하고 있다.

## 성적
- 북마케도니아 1부 리그 우승 1회 (2008-09), 준우승 1회 (2005-06)
- 북마케도니아 2부 리그 우승 2회 (1994-95, 2012-13), 준우승 1회 (2015-16)
- 북마케도니아컵 우승 1회 (2005-06), 준우승 1회 (2008-09)

## 선수 명단

### 현역
참고: FIFA 자격 규정에 따라 소속된 국가대표팀 국기를 표시합니다. 선수는 복수의 FIFA 비회원국 국적을 가지고 있을 수 있습니다.
| 번호 | 포지션 | 국적 | 이름 |
| ---- | ------ | ---- | ---- |

| 번호 | 포지션 | 국적 | 이름 |
| ---- | ------ | ---- | ---- |

## 역대 감독
| 감독                | 임기        |
| ------------------- | ----------- |
| 라드밀로 이반체비치 | 2006 ~ 2007 |
| 나치 센소이         | 2019 ~ 2020 |
| 고란 시모브         | 2023 ~      |